# Берлінський міжнародний кінофестиваль 2006
56-й Берлінський міжнародний кінофестиваль проходив з 9 по 19 лютого 2006 року. Фестиваль відкрився фільмом Сніговий пиріг Марка Еванса. Цифрова реставрована версія фільму Сема Пекінпи 1972 року «Пет Гаррет і Біллі Кід» стала заключним фільмом. Головою журі була обрана британська актриса Шарлотта Ремплінг. «Золотого ведмедя» отримав фільм «Ґрбавіца: Країна моєї мрії» режисерки Ясміли Жбанич.
Ретроспектива була присвячена кіноактрисам 1950-х років під назвою «Дівчата мрії». На фестивалі показали кінозірок 1950-х років. На фестивалі було продано понад 186 000 квитків, відвідувачі були зі 120 країн, у тому числі 3800 журналістів.

## Журі
До складу журі фестивалю оголошено:
Міжнародне журі

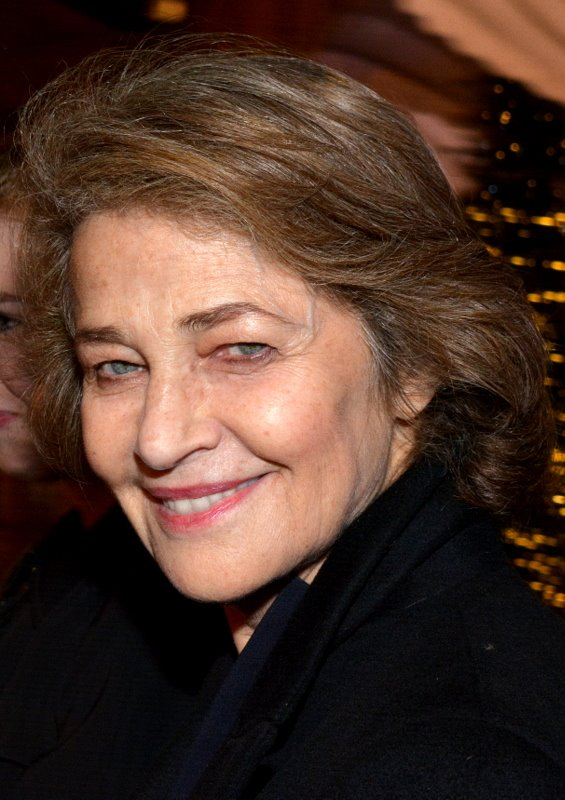
Шарлотта Ремплінг, голова журі

- Шарлотта Ремплінг, актриса (Велика Британія) — голова журі
- Метью Барні, режисер і мультимедійний художник (США)
- Яш Чопра, режисер і продюсер (Індія)
- Марлен Горріс, режисерка (Нідерланди)
- Януш Камінський, оператор-постановник (Польща)
- Армін Мюллер-Шталь, актор (Німеччина)
- Фред Рус, продюсер (США)
- Лі Йон Е, актриса (Південна Корея)

Журі за найкращий повнометражний перший фільм
- Валентина Черві, актриса (Італія)
- Горан Паскалевич, режисер (Сербія та Чорногорія)
- Ганс Вайнгартнер, режисер і продюсер (Австрія)

Міжнародне журі короткометражних фільмів
- Маріела Бесуєвскі, продюсер (Іспанія)
- Флоріан Галленбергер, режисер і сценарист (Німеччина)
- Юн-Ван О, продюсер (Південна Корея)

## У конкурсі
На «Золотого ведмедя» та «Срібного ведмедя» претендували такі фільми:
| Фільм                      | Оригінальна назва        | Режисер(и)                        | Країна                                   |
| -------------------------- | ------------------------ | --------------------------------- | ---------------------------------------- |
| Компаньйони                | A Prairie Home Companion | Роберт Альтман                    | США                                      |
| Кенді                      | Candy                    | Ніл Армфілд                       | Австралія                                |
| Свобода волі               | Der freie Wille          | Маттіас Гласнер                   | Німеччина                                |
| Охоронець                  | El custodio              | Родріго Морено                    | Аргентина, Франція, Німеччина            |
| Елементарні частинки       | Elementarteilchen        | Оскар Релер                       | Німеччина                                |
| Мило                       | En Soap                  | Перніль Фішер Крістенсен          | Данія, Швеція                            |
| Визнайте мене винним       | Find Me Guilty           | Сідні Люмет                       | США                                      |
| Ґрбавіца: Країна моєї мрії | Грбавица                 | Ясміла Жбанич                     | Австрія, Боснія і Герцеговина, Німеччина |
| Невидимі хвилі             | คำพิพากษาของมหาสมุทร       | Пен-Ек Ратанаруанг                | Нідерланди, Таїланд, Гонконг             |
| Ізабелла                   | 伊莎貝拉                 | Панг Хо-чун                       | Гонконг, Китай                           |
| Комедія влади              | L'ivresse du pouvoir     | Клод Шаброль                      | Франція, Німеччина                       |
| Поза грою                  | آفساید                   | Джафар Панахі                     | Іран                                     |
| Реквієм                    | Requiem                  | Ганс-Крістіан Шмід                | Німеччина                                |
| Кримінальний роман         | Romanzo Criminale        | Мікеле Плачідо                    | Італія, Велика Британія, Франція         |
| Туга                       | Sehnsucht                | Валеска Гризебах                  | Німеччина                                |
| Трущобні прогулянки        | Slumming                 | Міхаель Главоггер                 | Австрія, Швейцарія                       |
| Сніговий пиріг             | Snow Cake                | Марк Еванс                        | Велика Британія, Канада                  |
| Дорога на Гуантанамо       | The Road to Guantanamo   | Майкл Вінтерботтом, Мет Вайткросс | Велика Британія                          |
| Це зима                    | Zemestan                 | Рафі Піттс                        | Іран                                     |

## Нагороди
Журі присудило такі нагороди:
- Золотий Ведмідь:

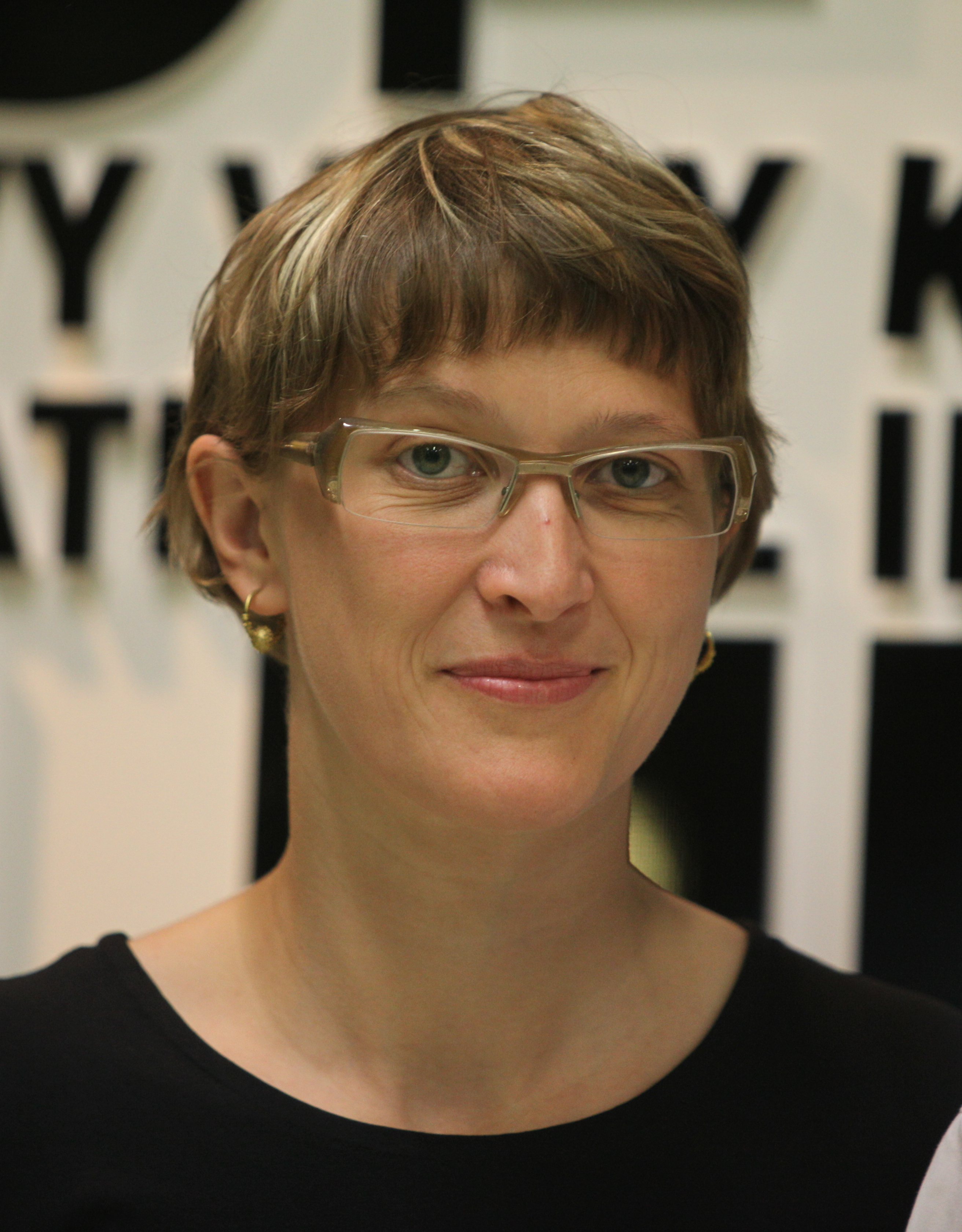
Ясміла Жбанич, володарка Золотого ведмедя на фестивалі

  - Ґрбавіца: Країна моїх мрій by Ясміла Жбаніч
  - Найкращий короткометражний фільм — Never Like the First Time! by Йонас Одель
- Срібний ведмідь:
  - Найкраща музика до фільму — Isabella by Пітер Кам
  - Найкращий актор — Моріц Бляйбтрой за Елементарні частинки
  - Найкраща жіноча роль — Сандра Гюллер за Реквієм
  - Найкращий режисер — Майкл Вінтерботтом & Мет Вайткросс for Дорога на Гуантанамо
  - Найкращий короткометражний фільм — Penpusher by Гійом Мартінес
  - Видатний мистецький внесок — Юрґен Фоґель for Вільна воля
  - Гран-прі журі — Мило by Пернілле Фішер Крістенсен
- Почесна відзнака:
  - Короткометражний фільм — Мар'ям Кешаварц for El día que morí
- Почесний Золотий Ведмідь:
  - Анджей Вайда
  - Ієн Маккеллен
- Berlinale Camera:
  - Міхаель Балльгаус
  - Юрген Бетчер
  - Лоуренс Кардіш
  - Пітер Б. Шуман
  - Ганс Гельмут Принцлер
- Найкращий дебютний фільм:
  - Мило by Пернілле Фішер Крістенсен (режисерка) і Ларс Бредо Рабек (продюсер)
- Приз глядацьких симпатій «Панорама»:
  - Томер Гейманн for Паперові ляльки
  - Короткометражний фільм — Талья Лаві for Заміна
- Кришталевий ведмідь:
  - Найкращий короткометражний фільм — Cameron B. Alyasin for Never an Absolution
  - Найкращий повнометражний фільм — Нільс Арден Оплев for We Shall Overcome
  - 14Plus: Найкращий повнометражний фільм — Генрі Меєр for Four Weeks in June
- Кришталевий ведмідь — особлива згадка:
  - Найкращий короткометражний фільм: Ірина Бойко for The Thief
  - Найкращий повнометражний фільм: Ауреус Соліто for Розквіт Максимо Олівероса 
  - 14Plus: Найкращий повнометражний фільм: Клод Ганьйон for Каматакі
- Гран-прі Німецького дитячого фонду:
  - Розквіт Максимо Олівероса by Ауреус Соліто
- Німецький дитячий фонд — Спеціальна нагорода:
  - A Fish with a Smile by C. Jay Shih
- Німецький дитячий фонд — Особлива згадка:
  - Найкращий короткометражний фільм — Vika by Тсівія Баркай
  - Найкращий повнометражний фільм — I Am by Дорота Кендзежавська
- Тедді:
  - Найкращий короткометражний фільм — El día que morí by Мар'ям Кешаварц
  - Найкращий документальний фільм — Поза межами ненависті by Олів'є Мейру
  - Найкращий повнометражний фільм — Розквіт Максимо Олівероса by Ауреус Соліто
- Нагорода журі Тедді:
  - Patrick Carpentier for Combat
- Премія FIPRSECI:
  - Конкурс — Requiem by Hans-Christian Schmid
  - Форум нового кіно — Со Йон Кім for In Between Days
  - Panorama — Knallhart by Детлев Бак
- Приз екуменічного журі:
  - Конкурс — Grbavica: The Land of My Dreams by Ясміла Жбаніч
  - Форум нового кіно — Розмови в недільний день by Кхало Матабане
  - Панорама — The Collector by Фелікс Фальк
- Нагорода C.I.C.A.E.:
  - Форум нового кіно — Недалеко від дому (фільм) by Далія Гейгер
  - Панорама — Чжан Юань (режисер) for Маленькі червоні квіти
- Нагорода Netpac:
  - Шановний Пхеньян by Ян Йон Хі
- Берлінська премія IPU:
  - The Fence by Рікардо Іскар
- Приз Альфреда Бауера:
  - Родріго Морено for El custodio
- Label Europa Cinemas:
  - Detlev Buck for Knallhart
- Caligari Film Award:
  - Бен Гопкінс for 37 Uses for a Dead Sheep
- DIALOGUE en Perspective:
  - Бюлент Акінчі for Running on Empty
- DIALOGUE en Perspective — Особлива згадка:
  - Флоріан Гааг for Состав
- Talent Movie of the Week:
  - Філліп Ван for High Maintenance
- Berlin Today Award:
  - Анна Азеведо for BerlinBall
- Оцінка конкурсу:
  - Аласдайр Рейд
- Премія Манфреда Зальцгебера:
  - Томер Гейманн for Паперові ляльки
- Нагорода короткометражного фільму «Панорама»:
  - Тала Хадід for Your Dark Hair Ihsan
- Премія DAAD за короткометражне кіно:
  - Rony Sasson for Swanettes
- Peace Film Award:
  - Ясміла Жбаніч for Grbavica: The Land of My Dreams
- Кінопремія Amnesty International:
  - Масуд Аріф Саліх for Narcissus Blossom
- Премія Вольфганга Штаудте:
  - Тіцца Кові for Babooska
- Приз Гільдії німецьких художніх кінотеатрів:
  - Матіас Гласнер for The Free Will
- Femina-Film-Prize:
  - Ясмін Халіфа for Bye Bye Berlusconi!
- Читацьке журі «Berliner Morgenpost»:
  - Роберт Альтман for Компаньйони
- Читацьке журі «Berliner Zeitung»:
  - Сіон Соно for Дивний цирк
- Читацьке журі «Siegessäule»:
  - Томер Гейманн for Паперові ляльки